# Maxinec
Maxinec (450 m n. m.) je vrch nacházející na hranici obcí Mlázovice a Podhorní Újezd a Vojice v okrese Jičín, Královéhradeckého kraje. Je to nejvyšší bod Mlázovického chlumu.

## Popis vrchu
Vrch je bez výhledu, zalesněný smrkovými porosty s příměsí borovice, dubu a břízy. Zvedá se při hraně pravého svahu hlubokého údolí Javorky a na jeho území je kamenolom.

## Geomorfologické zařazení
Vrch náleží do celku Jičínská pahorkatina, podcelku Bělohradská pahorkatina, okrsku Hořický hřbet a podokrsku Mlázovický chlum.

## Přístup
Vrcholu Maxince se nejvíce přibližuje červená turistická trasa vedoucí z Konecchlumí do Libína nebo modrá turistická trasa, která spojuje obce Mlázovice a Ostroměř.